# Reginald Hudlin
Reginald Hudlin, né le 15 décembre 1961 à Centerville, dans l'Illinois, est un réalisateur, scénariste et producteur américain.

## Biographie
En juin 2021, LivresHebdo annonce que la bande dessinée Cinq branches de coton noir fera l'objet d'une adaptation au cinéma, réalisée par Reginald Hudlin, après que ZQ Entertainment a acheté les droits.

## Filmographie
- 1983 : House Party (court métrage)
- 1990 : House Party
- 1992 : Boomerang
- 1996 : The Great White Hype
- 2000 : Un homme à femmes (The Ladies Man)
- 2002 : Au service de Sara (Serving Sara)
- 2009 à 2010 : Modern Family (TV)
- 2010 : Better Off Ted (TV)
- 2010 : Sons of Tucson (TV)
- 2010 : Psych : Enquêteur malgré lui (TV)
- 2017 : Marshall
- 2023 : Noël à Candy Cane Lane (Candy Cane Lane)

### Biographie
- (en) Sheena C. Howard, « Hudlin, Reginald », dans Encyclopedia of Black Comics, Golden, Fulcrum Publishing, 2017 (ISBN 9781682751015), p. 125-126.